# AC II (танк)
AC II (скор. від англ. «Australian Cruiser Tank Mk. II») — проєкт австралійського крейсерського танка часів Другої світової війни, розроблений як більш дешева й технологічна заміна для AC I Sentinel.

## Історія створення
Через відсутність прогресу до середини 1941 виник сумнів щодо доцільності спроб створити танк складної конструкції, такий як AC I. У червні 1941 австралійський інженер Алан Чемберлен запропонував альтернативу AC I. Пропонований танк, названий AC II, був призначений для подолання обмежень промисловості в Австралії шляхом заміни трансмісії та коробки передач M3 на доступніші коробки передач та привод для вантажівок Mack, імпортовані зі США.
Оскільки компоненти від Mack не були потрібні для виробництва в США, постачання могло би початися в жовтні 1941 року, а серійне виробництво AC II почалося б у січні 1942. Передбачалось виготовлення 8 танків на тиждень, на відміну від виробництва 5 танків AC I на тиждень. Як і передбачалося, AC II важив 19,5 тонни з бронею корпусу 57,15 мм спереду, 25,4 мм з боків та 63,5 мм у кормі. Силова установка передбачала або здвоєну установку тих же двигунів Cadillac V8, які використовувалися в AC I, або дизельний двигун GM 6-71 потужністю 225 кінських сил. Також передбачалося використовувати авіаційний двигун Curtiss, але він виявився надто потужним для коробки передач Mack. Зменшення ваги призвело до максимальної розрахункової швидкості до 30 км/год. Озброєння було таке саме, як на AC I.
Армія була стурбована бронюванням AC II, стверджуючи, що 25,4 мм броні в борту та кормі було надто мало для захисту від легкої протитанкової зброї. Згодом армія представила модифіковану 22-тонну версію AC II зі збільшеною бронею 63,5 мм у лобі та 44 мм у борту та кормі. Однак через збільшення маси танка швидкість знижено до 25 км/год.
Майкл Дьюар з Британської комісії із закупівель заявляв, що танк перевершує британський танк Valentine. Але армія не прийняла AC II через те, що він не відповідав зазначеним вимогам до максимальної швидкості 56 км/год. Лобова та бічна броня збільшилися до 76,2 та 55 мм.

## Скасування проєкту
У вересні 1941 року від проєкту AC II відмовилися та надали перевагу AC I. До жовтня 1941 року постачання деталей для AC II було зупинено. Після жовтня AC II розглядався лише як тимчасова альтернатива AC I. Зрештою проєкт не просунувся далі креслень.